# Rue Stéphane-Grappelli
La rue Stéphane-Grappelli est une voie du 17e arrondissement de Paris, en France.

## Situation et accès
La rue Stéphane-Grappelli est une voie privée située dans le 17e arrondissement de Paris. Elle débute au 22, rue Marguerite-Long et se termine au 27, voie BP/17.

## Origine du nom

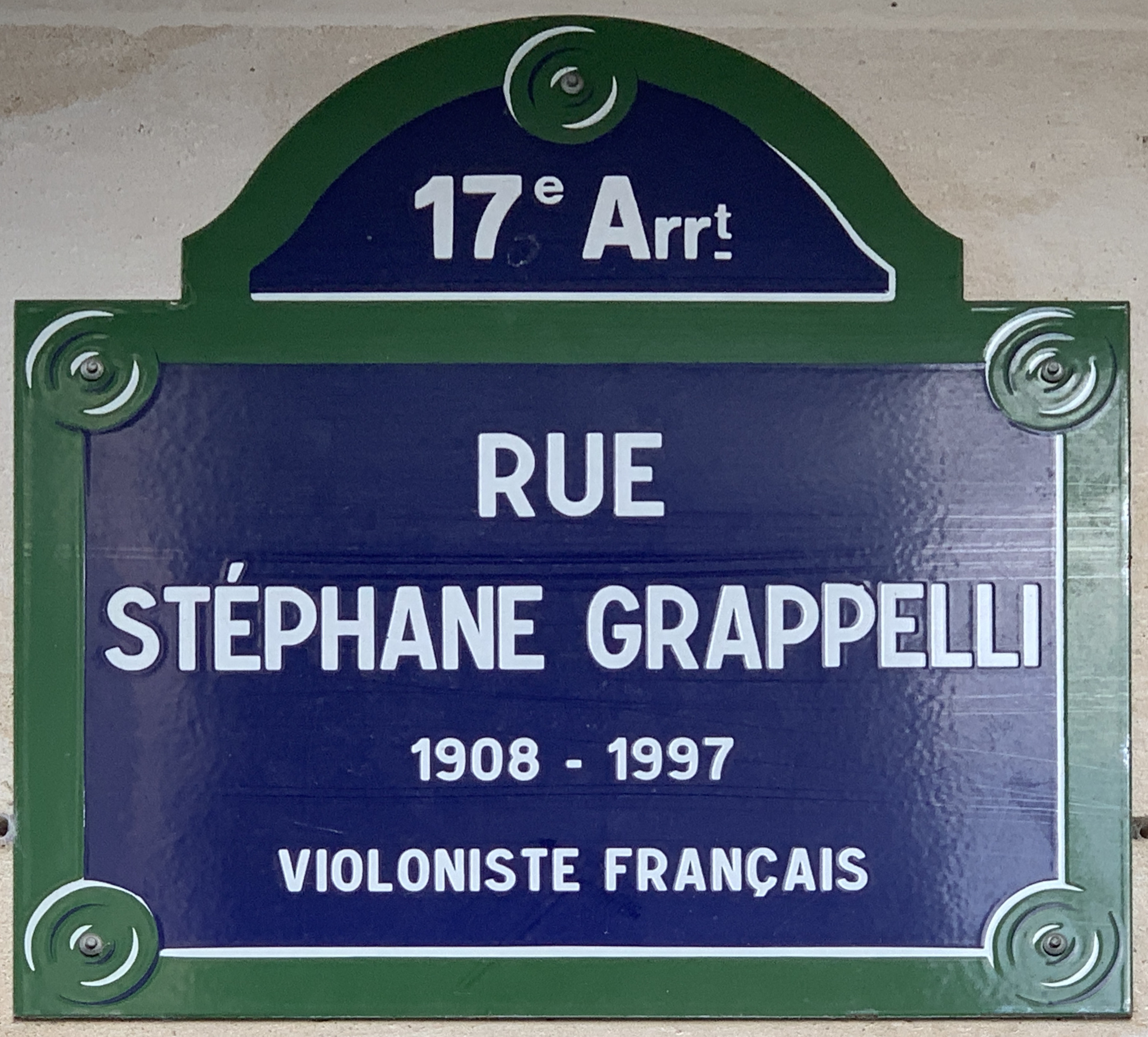
Plaque de la rue.

Elle porte le nom du violoniste, pianiste et compositeur de jazz Stéphane Grappelli (1908-1997). 

## Historique
Cette voie est créée en 2003 sous le nom provisoire de « voie BL/17 » dans le cadre de l'aménagement de la ZAC Porte d'Asnières sur le site de la partie nord de l'ancien dépôt de locomotives des Batignolles.